# 杰森·里特
傑森·摩根·里特（英語：Jason Morgan Ritter，1980年2月17日—）是一位美國男演員，他是演員約翰·里特和南希·摩根的兒子。里特的知名角色包括在CBS情景喜劇《三年二班》中出演伊森·哈斯，以及在美國國家廣播公司科幻驚悚劇集《驚世》中出演肖恩·沃克。

## 外部連結
- 杰森·里特在互联网电影资料库（IMDb）上的資料（英文）
- 杰森·里特的X（前Twitter）（英文）